# عدنان عبد الله
عدنان عبد الله هو لاعب كرة قدم كويتي، سبق أن مثل منتخب الكويت الوطني في مركز الدفاع، وشارك في 4 مباريات دولية دون تسجيل أهداف.